# Journal of Biomolecular Screening
Journal of Biomolecular Screening je recenzirani naučni časopis koji objavljuje izdavačka kuća SAGE Publications i o,e Društva za laboratorijsku automaciju i skrining. Časopis pokriva naučne i tehničke aspekte primene i napretka u oblastima kao što je laboratorijska automacija i robotika, virtualni skrining, i visokopropusni skrining‎.
Po podacima iz Journal Citation Reports, časopis je 2014. imao faktor impakta od 2.423, i bio je rangiran kao 26. među 74 časopisa u kategoriji "Hemija, analitička", 66. među 162 časopisa u kategoriji "Biotehnologija & primenjena mikrobiologija", i 49. među 78 časopisa u kategoriji "Biohemijski istraživački metodi".

## Spoljašnje veze
- Званични веб-сајт
- Society for Laboratory Automation and Screening